# 塞费林
塞费林是德国梅克伦堡-前波莫瑞州的一个市镇。总面积11.16平方公里，总人口292人，其中男性156人，女性136人（2011年12月31日），人口密度26人/平方公里。